# Orgiloneura antipoda
Orgiloneura antipoda är en stekelart som beskrevs av William Harris Ashmead 1900. Orgiloneura antipoda ingår i släktet Orgiloneura och familjen bracksteklar. Inga underarter finns listade i Catalogue of Life.